# Pinçaguèl
Pinsaguèl (francès Pinsaguel) és un municipi francès del departament de l'Alta Garona a la regió d'Occitània.

## Agermanaments
- Sant Vicenç de Torelló, Catalunya